# Liao Hui
Liao Hui (pojednostavljeni kineski: 廖 辉, tradicionalni kineski: 廖 辉, pinyin: Liào Huī) (Xiantao, Kina, 5. listopada 1987.) je kineski dizač utega. Nastupa u težinskoj kategoriji od 69 kg. Srušio je dva svjetska juniorska rekorda u svojoj kategoriji (2007. na Kineskim gradskim igrama).
Nacionalnoj reprezentaciji u dizanju utega Liao Hui se pridružio početkom 2007. godine. Na Olimpijadi 2008. u Pekingu osvojio je zlato u težinskoj kategoriji od 69 kg podignuvši 348 kg. Nakon što je te godine srušio dva svjetska juniorska rekorda postao je reprezentativni kandidat za Olimpijske igre 2012. u Londonu.
2009. je osvojio zlatnu medalju na Svjetskom prvenstvu u Goyangu podignuvši ukupno 346 kg. Uspjeh je ponovio godinu dana potom na Svjetskom prvenstvu u Antalyji.

## Olimpijske igre

### OI 2008.
| Rang | Dizač utega               | Težina dizača | Uk. podignuto kg |
| ---- | ------------------------- | ------------- | ---------------- |
|      | Liao Hui                  | 68,97         | 348              |
|      | Vencelas Dabaya           | 68,38         | 338              |
|      | Tigran Gevorg Martirosyan | 68,90         | 338              |
| 4.   | Yordanis Borrero          | 68,92         | 328              |
| 5.   | Turan Mirzajev            | 68,86         | 327              |
| 6.   | Kim Chol Jin              | 68,64         | 326              |
| 7.   | Afgan Bajramov            | 68,41         | 320              |
| 8.   | Sitthisak Suphalak        | 68,99         | 318              |
| 9.   | Alexandru Dudoglo         | 68,68         | 317              |
| 10.  | Shintani Yoshito          | 68,76         | 310              |

## Vanjske poveznice
- Arhivirana inačica izvorne stranice od 22. kolovoza 2008. (Wayback Machine)